# مانوئل بنسون
مانوئل بنسون (انگلیسی: Manuel Benson؛ زادهٔ ۲۸ مارس ۱۹۹۷) بازیکن فوتبال اهل بلژیک است.
از باشگاه‌هایی که در آن بازی کرده‌است می‌توان به باشگاه فوتبال پک زووله، باشگاه فوتبال برنلی، باشگاه فوتبال خنک، رویال اکسل موکرون، باشگاه فوتبال لیرسه، و باشگاه فوتبال رویال آنتورپ اشاره کرد.
وی همچنین در تیم‌های ملی فوتبال زیر ۱۹ سال بلژیک و زیر ۲۱ سال بلژیک بازی کرده‌است.